# Línia Barcelona El Port-Sant Boi
La línia Barcelona El Port-Sant Boi és una línia de ferrocarril d'ample de via mètric, no electrificada i destinada exclusivament al trànsit de trens de mercaderies. Uneix diverses terminals de descàrrega de mercaderies del port de Barcelona amb la línia principal Línia Llobregat-Anoia a l'estació de Sant Boi. És una línia singular per diversos aspectes, el principal del qual és que la propietat està dividida, sent de Ferrocarrils de la Generalitat de Catalunya (FGC) en dos trams i de l'Autoritat Portuària de Barcelona (APB) en un tram central. A més, aquest tram central propietat de l'APB disposa de tres amples de via i per ell circulen trens de diverses empreses ferroviàries.

## Història
Des de la creació de l'empresa pública Ferrocarrils de la Generalitat de Catalunya, es va treballar per reconstruir les línies que havia heretat, i per desenvolupar diversos projectes de millora de la xarxa, que van quedar recollits al "Pla General d'Actuació 1981-1990". Entre aquests projectes hi havia un de principal que afectava a la línia Llobregat-Anoia, consistent en el soterrament del tram metropolità entre les estacions de Barcelona Plaça Espanya i Cornellà. Derivat d'aquest soterrament, calia cercar un nou accés al port de Barcelona, que es feia amb una línia exclusiva per trens de mercaderies amb origen a la Bifurcació Riera Blanca, posada en servei el 26 de novembre de 1926 per la Compañía General de los Ferrocarriles Catalanes (CGFC).
La solució va ser la construcció d'una línia completament nova que, des de l'estació de Sant Boi, accedís al port. D'aquesta manera s'independitzaria el trànsit de trens de mercaderies del de viatgers en el tram de més freqüència.
Aprofitant una part del traçat original de la línia que anava cap a la Bifurcació Riera Blanca, es va construir un nou traçat de 12,2 km, la primera part del qual travessava la zona portuària, seguit una segona part amb traçat independent, situat al marge esquerre del riu Llobregat. La nova línia va entrar en servei l'11 de juliol de 1985.
Tot i que antigament a l'estació de Barcelona-El Port es descarregaven mercaderies diverses, la nova línia va estar destinada des del principi en exclusiva als trens carregats amb la potassa extreta a les mines del Bages.
Al llarg dels anys s'ha realitzat una modificació del traçat, i s'han construït dues noves terminals:
- El 28 d'octubre de 1996 es va posar en servei una nova variant de traçat dins del port, per substituir un tram que estava instal·lat dins d'una zona d'emmagatzematge de contenidors.[4]
- La nova terminal del moll Príncep d'Espanya, per la descàrrega dels automòbils nous de SEAT fabricats a la planta de Martorell, va començar a prestar servei per FGC el 14 de gener de 2008.[5]
- La nova terminal del moll Álvarez de la Campa, per la descàrrega de la potassa i sal vacuum procedent de les mines del Bages, ha estat construida per substituir a les instal·lacions obsoletes de l'estació de Barcelona-El Port. Va ser posada en servei el 13 d'abril de 2020. No obstant, l'antiga estació de Barcelona-El Port es manté en servei.[6]

A més, des de l'any 2010, l'Autoritat Portuària de Barcelona (APB) ha anat instal·lant un tercer carril al tram comú d'aquesta línia, per admetre trens dels tres amples de via (1.668 mm, 1.435 mm i 1.000 mm), en el marc d'una actuació més general per dotar d'ample de via estàndard les seves instal·lacions.
Entre l'octubre de 2019 i el febrer de 2020 es va procedir a la primera renovació integral de la via al tram propietat d'FGC, entre el quilòmetre 4+886 i la bifurcació a Sant Boi, substituint les antigues travesses de fusta per noves de formigó, amb carrils i balast nou.

## Descripció de la línia
La línia s'inicia a l'estació de Barcelona-El Port, en l'emplaçament original de l'antiga línia posada en servei el 1926. Allà hi ha dos apartadors: un que es dirigeix cap el moll del Contradic, anomenat Apartador Tramer, on es descarregaven els trens de potassa; i un de construcció recent, paral·lel a la terminal de la naviera Grimaldi Lines, per la descàrrega d'automòbils nous, amb vies de doble ample (mètric i ibèric). Està donat d'alta pels trens de vía ampla, però no pels de vía mètrica.
Després segueix un primer tram singular, que discorre pel bell mig del Passeig de Can Tunis, com si d'un tramvia es tractés. Allà els trens comparteixen espai amb els vehicles privats i nombrosos camions. Passada la cruïlla amb la Ronda del Port, i ja al Passeig de l'Agrícola, la línia descriu una doble corba, al punt on comença el tram comú de triple ample de via propietat de APB, i on hi ha una intersecció a nivell amb una vía de doble ample (1.668 mm i 1.435 mm) que prové de l'estació de Can Tunis. També en aquest punt és on finalitza el traçat aprofitat de la línia original a la Riera Blanca, inaugurada per la CGFC el 1926.
Segueix el traçat per dins de les instal·lacions de la Zona Franca fins a arribar a la bifurcació que dona accés a la nova terminal Álvarez de la Campa, tot i que només s'hi pot accedir des del costat de Sant Boi, on es descarreguen potasses i sals. Immediatament hi ha l'accés nord a la terminal Príncep d'Espanya, on es descarreguen automòbils nous de SEAT. Més endavant hi ha l'accés sud a aquesta terminal i el traçat segueix entre les dues cotxeres d'autobusos de TMB de la Zona Franca.
A l'alçada del Carrer Quatre s'acaba el tram comú de triple ample de via propietat de l'APB, hi ha una intersecció a nivell amb una via d'ADIF i comença el segon tram propietat d'FGC. El traçat segueix encaixonat entre diverses industries d'una banda, i les cotxeres de la línia 9 del metro de Barcelona fins a la rotonda anomenada ZAL (confluència dels carrers A i 6). Aquí, el traçat ja és independent i segueix en paral·lel al carrer 6. A l'alçada del carrer E hi ha l'apartador Zona Franca.
Poc després, un pas inferior passa per sota de l'accés a Mercabarna i la línia discorre, durant uns cinc quilèmetres, més o menys a prop del marge esquerre de riu Llobregat, i en paral·lel a la línia ferroviària d'ADIF de Castellbisbal a Can Tunis. Mitjançant un túnel artificial de 471 metres, passa per sota de les línies ferroviàries de Barcelona a Vilanova i la d'alta velocitat de Madrid a Barcelona i de la carretera C-31. Poc abans d'arribar a Sant Boi hi ha la bifurcació on acaba aquesta línia i s'incorpora a la principal de Magòria a Manresa.

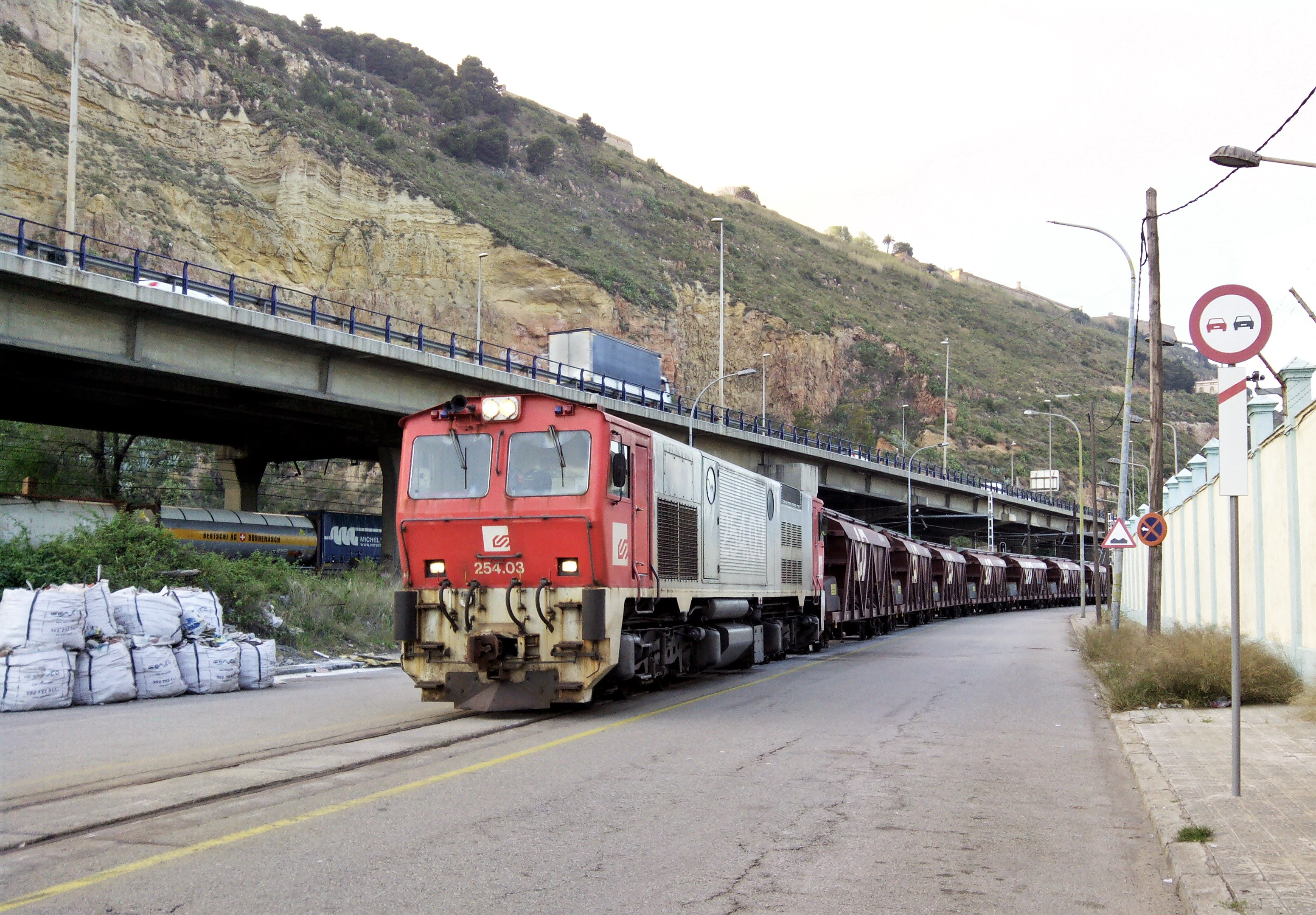
Un tren buit de potassa aturat al començament del Passeig de Can tunis, el 29 d'abril de 2014..
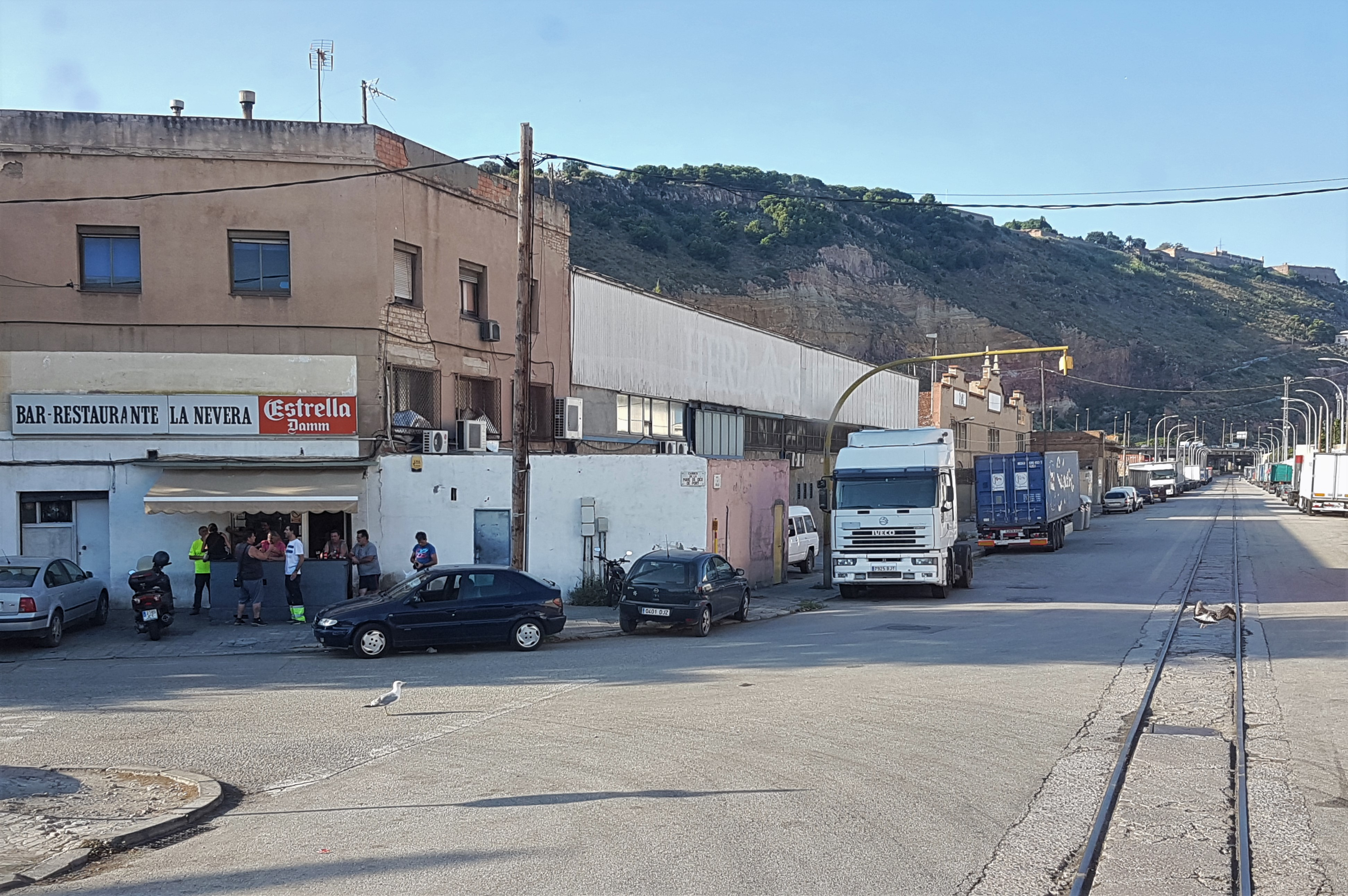
Traçat de la línia al seu pas pel Passeig de Can Tunis, on discorre pel mig del carrer.
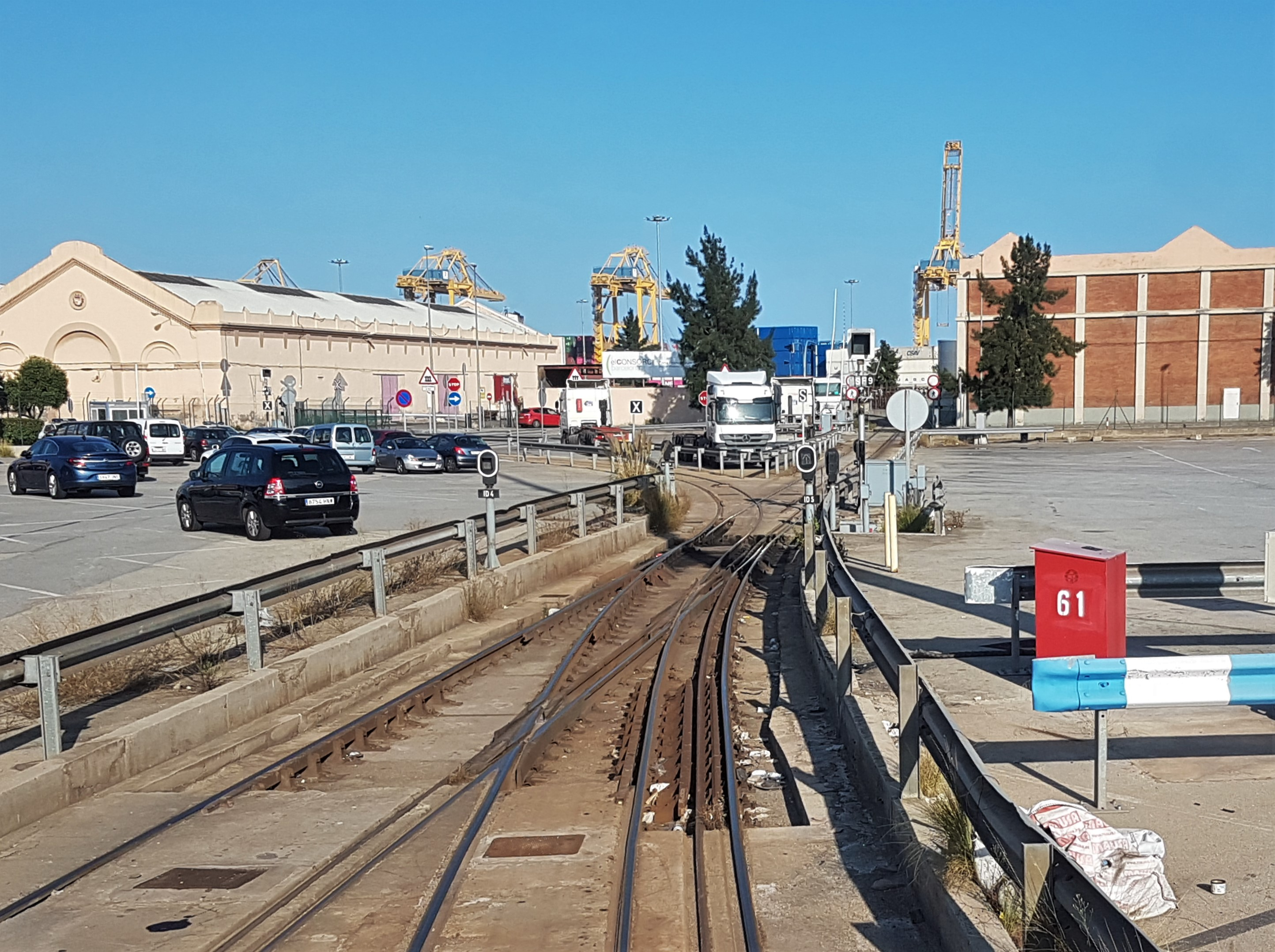
Intersecció amb una línia d'ADIF i l'APB prop del Passeig de l'Agrícola de la Zona Franca. Aquí acaba el tram comú pel costat de Barcelona-El Port.
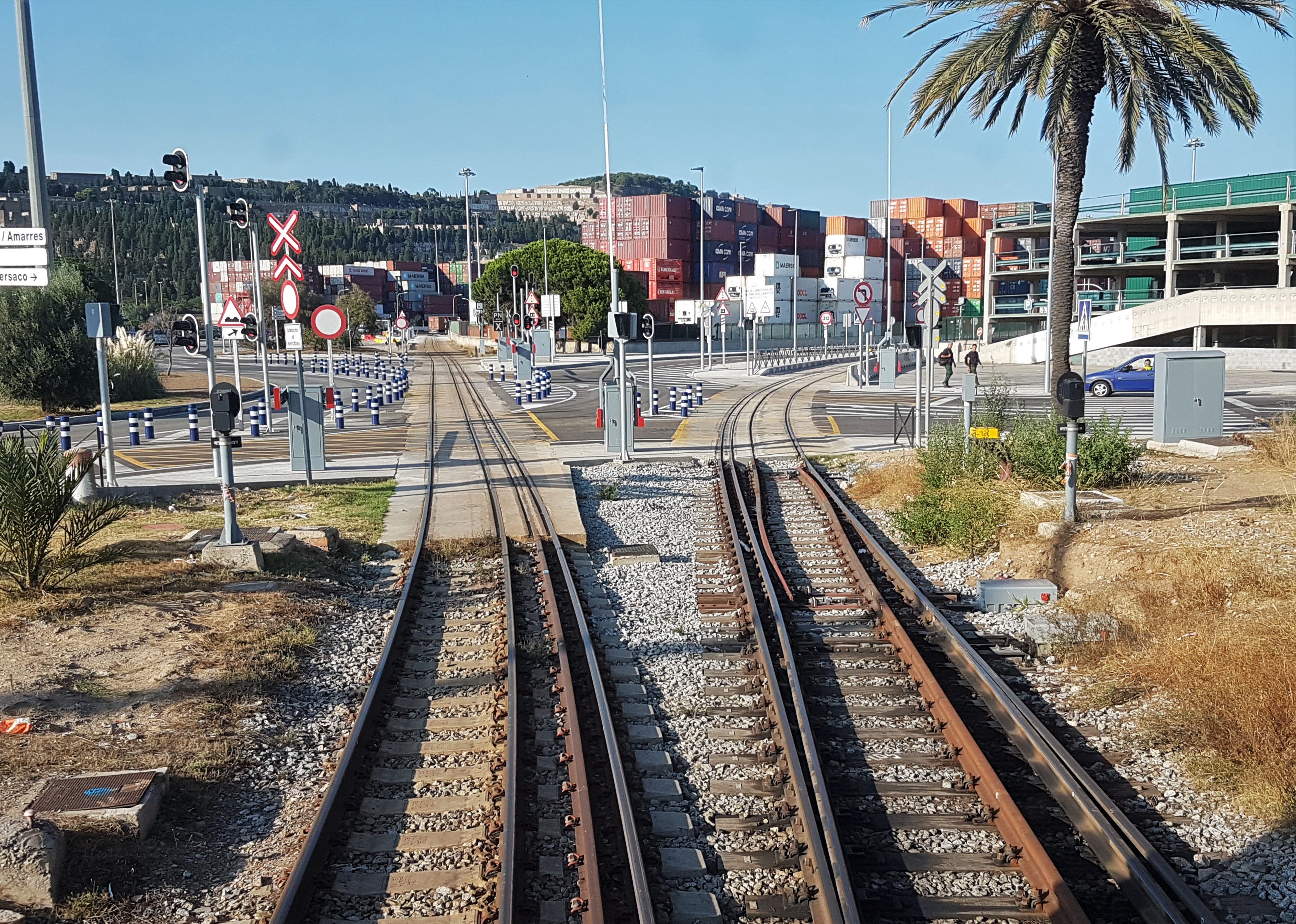
Bifurcació cap a l'estació de Barcelona-El Port (esquerra) i cap a la terminal Álvarez de la Campa (dreta).

## Operació

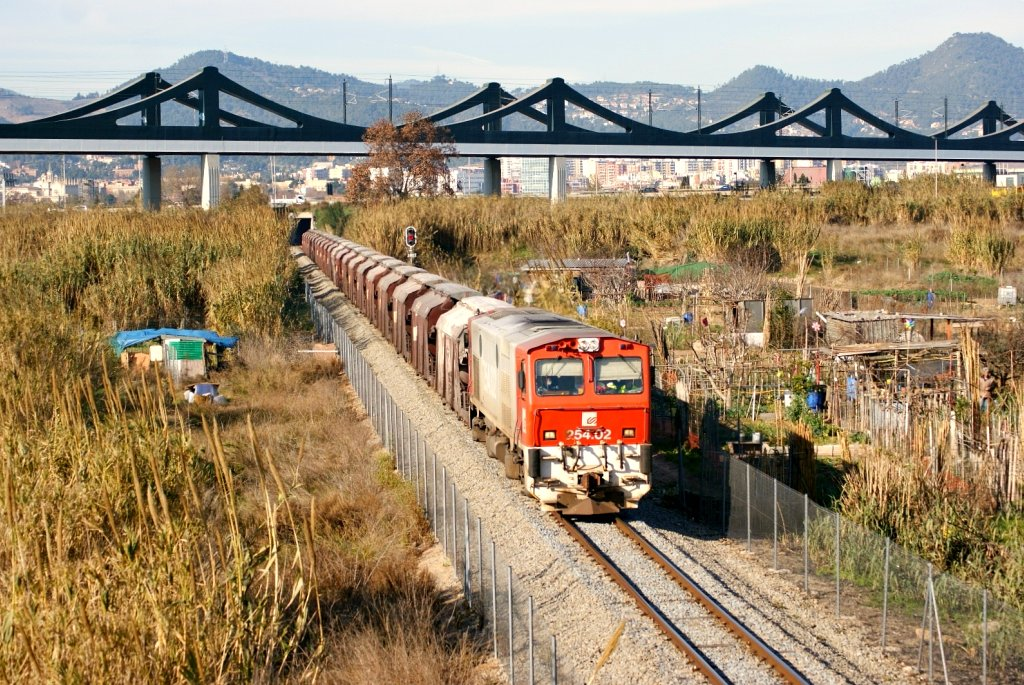
Un tren carregat de potassa camí del port, acaba de passar la bifurcació de Sant Boi, el 23 de gener de 2012.

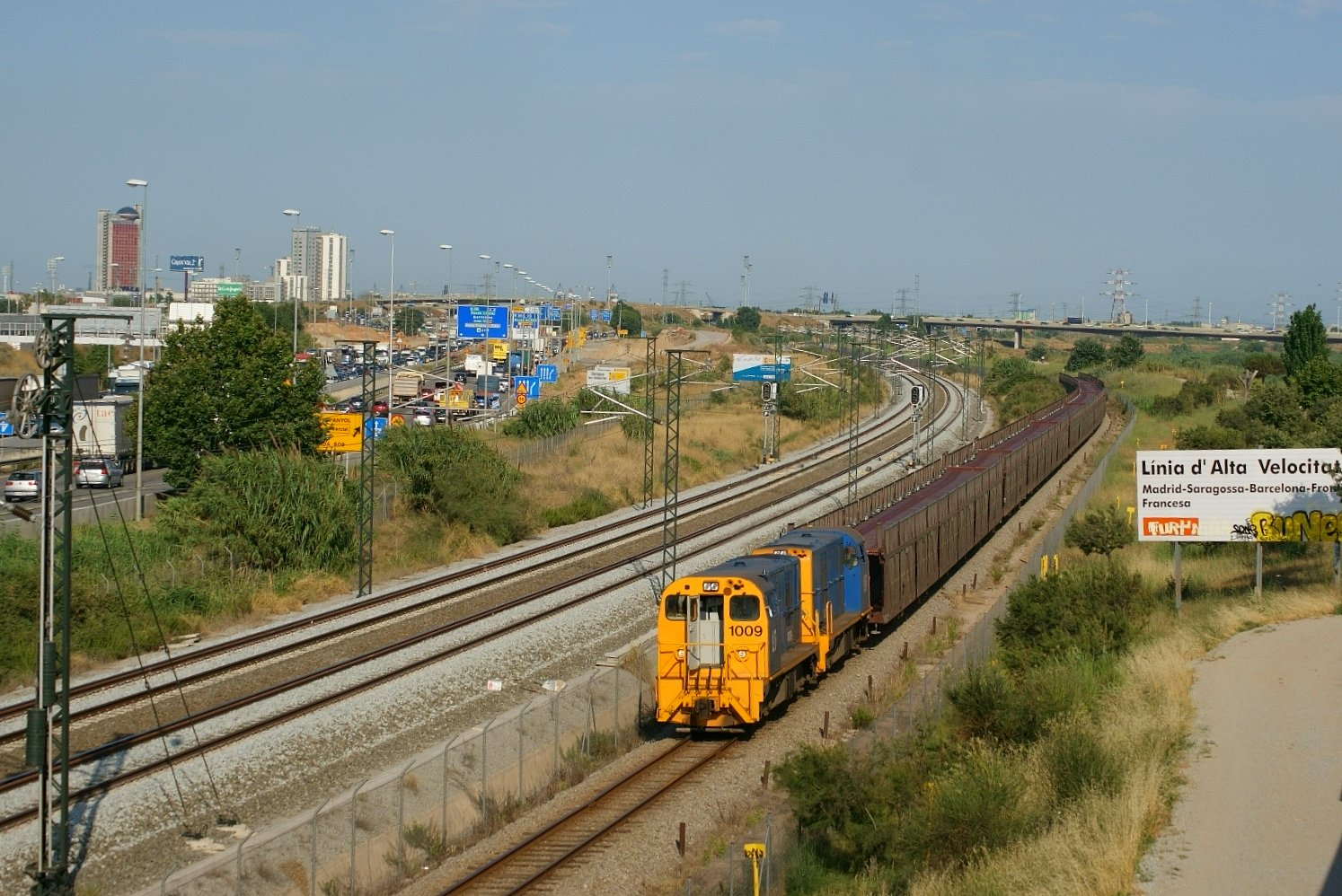
Un tren buit d'automòbils, remolcat per les locomotores 1009 i 1003, retornant a Martorell, el 21 de juliol de 2010.

### Explotació
Des del principi, l'explotació de la línia s'ha fet servint mitjans radio-telefònics, doncs no s'ha arribat a instal·lar mai ni línies telefòniques pròpies, ni sistemes de blocatge automàtic. Però al llarg dels anys s'han utilitzat dos mètodes diferents.
Al principi hi havia un cap de circulació a Barcelona-El Port, que regulava la circulació mitjançant blocatge telefònic amb el cap de circulació de l'estació de Sant Boi. Prèviament, el cap de circulació de Barcelona-El Port concertava l'alliberament, o no, del tram comú amb el cap de circulació de RENFE a l'Estació de Can Tunis.
Actualment, i des de fa força anys, la circulació es regula des del Control de Trànsit Centralitzat (CTC) del Centre Operatiu de Rubí (COR), mitjançant el sistema de Blocatge Manual Central (BMC). Amb aquest sistema, el CTC concerta la circulació pel tram comú amb el cap de circulació d'ADIF a l'estació de Can Tunis, i després transmet autoritzacions de circulació via radiotelèfons als maquinistes dels trens.

### Circulacions
Quan es va inaugurar, circulaven diversos trens diaris que transportaven potassa des de les estacions de Súria i Sallent, formats per fins a 34 vagons de dos eixos (de models antics o de la sèrie 63.000), remolcats per locomotores de la sèrie 700/1000. Les maniobres a l'estació de Barcelona-El Port i a l'Apartador Tramer (on es descarrega el mineral) es feien amb un tractor dièsel de la sèrie 820.
Amb l'arribada del nou material pels trens de mercaderies adquirit per FGC a principis dels anys noranta, els trens van passar a estar formats per una locomotora de la sèrie 254 i entre 20 i 21 vagons de la sèrie 62.000, amb una càrrega bruta de 1.200 tones. Des de llavors, les maniobres a Barcelona-El Port i Tramer es fan amb una locomotora de la sèrie 700/1000.
Amb la posada en servei de la terminal del moll Príncep d'Espanya, des del 2008 també es van fer circular trens d'automòbils nous de SEAT fabricats a la planta de Martorell, formats pels vagons de la sèrie 65.000, que van ser primer remolcats per dues locomotores de la sèrie 700/1000 en comandament múltiple, després per la locomotora dual de la sèrie 255 entre 2011 i 2017, i finalment amb una de la sèrie 254.
A finals de l'any 2019 per la línia circulaven cada dia, com a norma general i de dilluns a divendres, tres trens de potassa i tres trens d'automòbils nous de SEAT.